# Eruguera porpra
L'eruguera porpra (Campephaga quiscalina) és una espècie d'ocell de la família dels campefàgids (Campephagidae) que habita selva i bosc de Guinea, Sierra Leone, Libèria, Costa d'Ivori, Ghana, Togo, Nigèria, Mali, sud de Camerun, sud-oest de la República Centreafricana, sud-oest, sud, est i nord-est de la República Democràtica del Congo, est de Sudan del Sud, Ruanda, Uganda, oest i sud de Kenya, Tanzània, el Gabon, Guinea Equatorial, República del Congo, centre d'Angola i Zàmbia.